# مايك أبيل
مايك أبيل (بالإنجليزية: Mike Appel)‏ هو مدير مواهب وكاتب أغاني ومنتج أسطوانات أمريكي، ولد في 27 أكتوبر 1942 في نيويورك في الولايات المتحدة.

## وصلات خارجية
- مايك أبيل على موقع ميوزك برينز (الإنجليزية)
- مايك أبيل على موقع ديسكوغز (الإنجليزية)